# Centralamerika
Centralamerika (ibland även kallat Mellanamerika, men då menas oftast Centralamerika tillsammans med Karibien och Mexiko) kallas den avsmalnade landförbindelsen mellan Nord- och Sydamerika. Området har fler beteckningar med varierande indelning och räknas vanligen som en region i Nordamerika, men i bland annat  sammanställningar över ekonomisk statistik behandlas den som en egen världsdel. Detta geografiska område ligger sydost om Tehuantepecnäset i Mexiko och nordväst om Atratosänkan i Colombia.
Inom arkeologin förekommer begreppet den cirkumkaribiska zonen och avser då ett område mellan de gamla högkulturerna i Mexiko och Sydamerika. Högkulturen började under 2000-talet f.Kr. men de första bevisen på människor i området är 40 000 år gamla. Begreppet Mesoamerika används företrädesvis inom arkeologi och kulturantropologi, men är bara delvis överlappande.
Förutom Belize och Panama hörde de centralamerikanska stater till en federation, Centralamerikanska federationen, mellan 1823 och 1840. På grund av områdets gemensamma kultur och historia har federationen försökts återställas ungefär 25 gånger.. Federationens flagga med sina blåvita horisontala ränder från 1823 har fungerat som inspiration för Honduras, Nicaragua, El Salvador och Costa Rica.

## Centralamerikas stater
| Territoriets namn | Yta (km²) | Befolkning (uppskattning per juli 2016) | Befolkningstäthet (per km²) | Huvudstad      |
| ----------------- | --------- | --------------------------------------- | --------------------------- | -------------- |
| Belize            | 22 966    | 353 858                                 | 15,4                        | Belmopan       |
| Costa Rica        | 51 100    | 4 872 543                               | 95,4                        | San José       |
| El Salvador       | 21 041    | 6 156 670                               | 292,6                       | San Salvador   |
| Guatemala         | 108 889   | 15 189 958                              | 139,5                       | Guatemala City |
| Honduras          | 112 090   | 8 893 259                               | 79,3                        | Tegucigalpa    |
| Nicaragua         | 130 370   | 5 966 798                               | 45,8                        | Managua        |
| Panama            | 75 420    | 3 705 246                               | 49,1                        | Panama City    |
| Totalt            | 521 876   | 45 138 332                              | 86,5                        | -              |

Siffror tagna från CIA World Factbook.

## Geografi
Av de många bergskedjorna i Centralamerika är de längsta Sierra Madre de Chiapas, Cordillera Isabelia och Cordillera de Talamanca. På 4 220 meters höjd ligger vulkanen Volcán Tajumulco, som är det högsta berget i Centralamerika. Andra bergstoppar listas här nedan:
| Land        | Namn             | Höjd (meter) | Bergskedja              |
| ----------- | ---------------- | ------------ | ----------------------- |
| Belize      | Doyle's Delight  | 1 124        | Cockscomb Range         |
| Costa Rica  | Cerro Chirripó   | 3 820        | Cordillera de Talamanca |
| El Salvador | Cerro El Pital   | 2 730        | Sierra Madre de Chiapas |
| Guatemala   | Volcán Tajumulco | 4 220        | Sierra Madre de Chiapas |
| Honduras    | Cerro Las Minas  | 2 780        | Cordillera de Celaque   |
| Nicaragua   | Mogotón          | 2 107        | Cordillera Isabelia     |
| Panama      | Volcán Barú      | 3 474        | Cordillera de Talamanca |

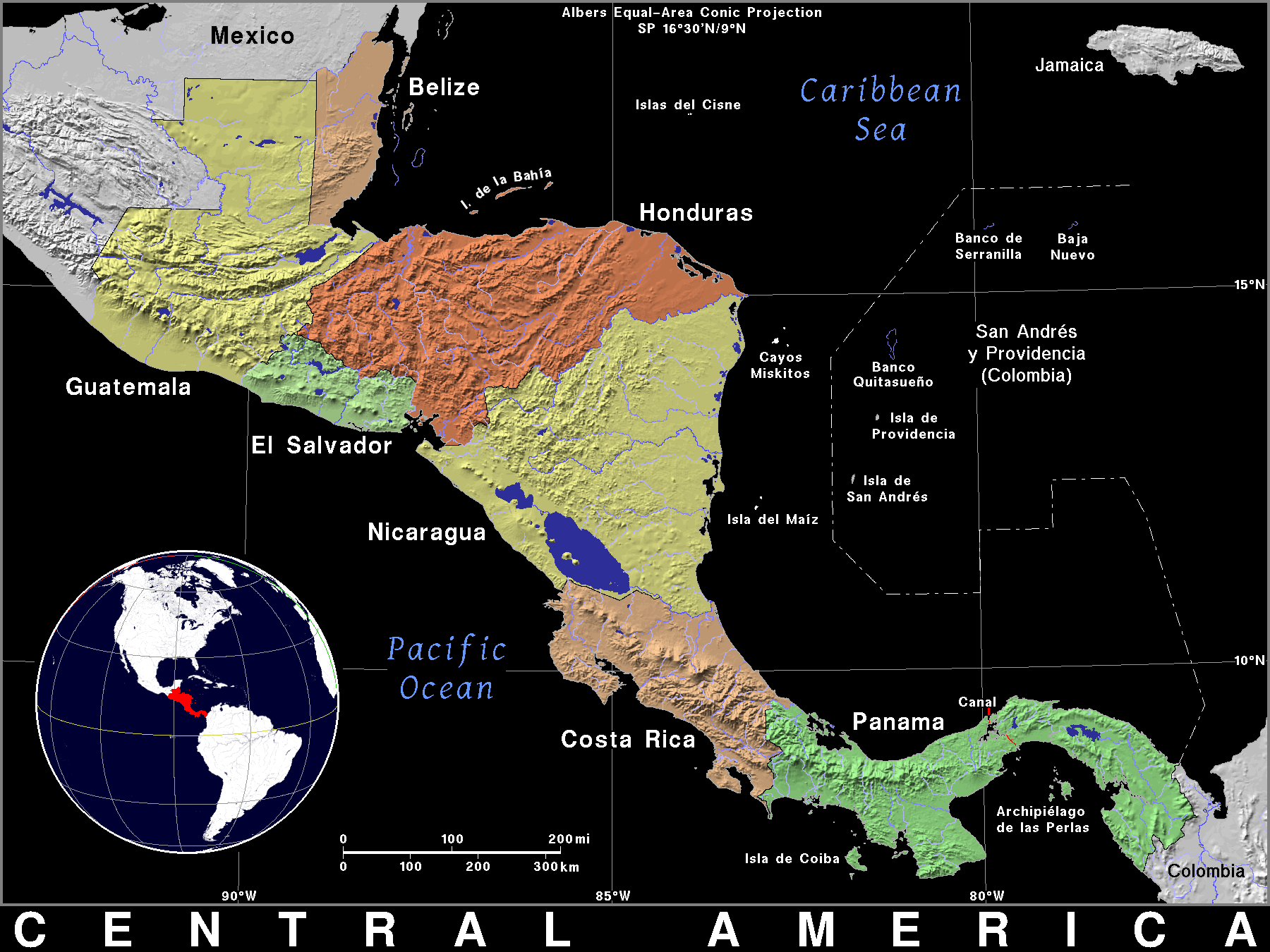
Centralamerika geografi

Mellan bergskedjorna ligger fruktbara dalar som är lämpliga för uppfödning av djur och för produktion av kaffe, tobak, bönor och andra grödor. De flesta av befolkningen i Honduras, Costa Rica och Guatemala bor i dalar
.

## Mesoamerika
Begreppet Mesoamerika används företrädesvis inom arkeologi, antropologi och lingvistik. Det syftar på ett otydligt avgränsat område runt de gamla högkulturerna i Mexiko och söderöver längs med den centralamerikanska landbryggan. Oftast når det upp till kanten av den nordmexikanska öknen i norr (ungefär längs med Kräftans vändkrets) och i söder till in i Honduras och El Salvador. Detta inkluderar det mesta av Mexiko, hela Belize och hela Guatemala. Nicaragua, Costa Rica och Panama räknas inte dit till Mesoamerika.
Ibland inkluderas också kustlandet förbi Nicaragua och in i västra Costa Rica i begreppet Mesoamerika.
Den senaste upptäckten av den arkeologiska platsen Tamtoc, i Huasteca potosina, ifrågasätter vad som tidigare hade etablerats, eftersom staden Tamtoc blomstrade nära året  600 a. C., mycket tidigare än man förut trott.

### Geografiska zoner i Mesoamerika
Tre geografiska zoner med skilt klimat och miljö kan urskiljas:
- Det norra låglandet (Yucatánhalvön) är mycket flackt med tydliga torr- och regnperioder. Den porösa kalkstensberggrunden tillåter mycket få floder och sjöar, men många cenotes, naturliga djupa hål ned till grundvattnet. Vegetationen är tät och mestadels låg. Floran lämpar sig för biodling.
- Söder därom höjer sig Guatemalas högland med bördig jord i dalgångarna och skogklädda berg och vulkaner. Områdets klimat är behagligt med omväxlande nederbörd. Här lever quetzalfågeln vars grönskimrande stjärtfjädrar var eftertraktade även utanför Mesoamerika. Den vulkaniska berggrunden erbjöd obsidian till knivar och spjutspetsar. Här fann Maya också jade som blev deras favoritmaterial till smycken.
- Det södra låglandet täcks övervägande av tropisk regnskog. Klimatet är fuktigt och varmt, men jorden är tämligen mager. Här finns det sjöar, floder och träskmarker. Här växer mahogny, fikon, avokado och palmer. I den miljön hittar man papegojor, spindel- och vrålapor, krokodiler, hjortar, tapirer och den vördade jaguaren.

## Demografi
Befolkningen i Centralameria uppskattas till 47 448 333  Med en yta på 523 780 km² har det en befolkningstäthet på 91/km². Värden för Human Development har uppskattats för 2017.
| Territoriets namn , med flagga | Area (km2) | Befolkning | Befolkningstäthet (per km2) | Huvudstad      | Officiellt språk | Human Development Index |
| ------------------------------ | ---------- | ---------- | --------------------------- | -------------- | ---------------- | ----------------------- |
| Belize                         | 22 966     |            | 13                          | Belmopan       | Engelska         | 0.708 High              |
| Costa Rica                     | 51 100     |            | 82                          | San José       | Spanska          | 0.794 High              |
| El Salvador                    | 21 041     |            | 292                         | San Salvador   | Spanska          | 0.674 Medium            |
| Guatemala                      | 108 889    |            | 129                         | Guatemala City | Spanska          | 0.650 Medium            |
| Honduras                       | 112 090    |            | 67                          | Tegucigalpa    | Spanish          | 0.617 Medium            |
| Nicaragua                      | 130 370    |            | 44                          | Managua        | Spanska          | 0.658 Medium            |
| Panama                         | 75 420     |            | 44                          | Panama City    | Spanska          | 0.789 High              |
| Total                          | 521 876    | 47 448 333 | 80                          | -              | -                | 0.699                   |